# Llista de topònims de Vilobí d'Onyar
Llista de topònims (noms propis de lloc) del municipi de Vilobí d'Onyar, a la Selva
Informació actualitzada per un bot. Els canvis manuals es perdran quan s'actualitzi!

## bassa
| imatge | Nom                | Ubicat a       | instància de | Detalls | coordenades                                                           | Protecció | Commons (més fotos) | Dades a WD                    |
| ------ | ------------------ | -------------- | ------------ | ------- | --------------------------------------------------------------------- | --------- | ------------------- | ----------------------------- |
|        | Bassa de Can Turon | Vilobí d'Onyar | bassa        |         | 41° 55′ 13″ N, 2° 43′ 15″ E / 41.92032927829687°N,2.720800638198853°E |           |                     | Modifica les dades a Wikidata |
|        | Bassa de les Fonts | Vilobí d'Onyar | bassa        |         | 41° 54′ 47″ N, 2° 44′ 49″ E / 41.91311218958847°N,2.746882438659668°E |           |                     | Modifica les dades a Wikidata |

## cabana
| imatge | Nom                 | Ubicat a       | instància de | Detalls | coordenades                                          | Protecció | Commons (més fotos) | Dades a WD                    |
| ------ | ------------------- | -------------- | ------------ | ------- | ---------------------------------------------------- | --------- | ------------------- | ----------------------------- |
|        | Barraca d'en Cortés | Vilobí d'Onyar | cabana       |         | 41° 53′ 10″ N, 2° 42′ 32″ E / 41.886089°N,2.708935°E |           |                     | Modifica les dades a Wikidata |
|        | Barraca d'en Porcel | Vilobí d'Onyar | cabana       |         | 41° 53′ 03″ N, 2° 42′ 43″ E / 41.884148°N,2.711917°E |           |                     | Modifica les dades a Wikidata |

## casa
| imatge | Nom                                               | Ubicat a       | instància de | Detalls                                                               | coordenades                                                                                        | Protecció                                  | Commons (més fotos)                                | Dades a WD                    |
| ------ | ------------------------------------------------- | -------------- | ------------ | --------------------------------------------------------------------- | -------------------------------------------------------------------------------------------------- | ------------------------------------------ | -------------------------------------------------- | ----------------------------- |
|        | Cal Ferrer Grau                                   | Vilobí d'Onyar | casa         | Estil: arquitectura popular Estat: enderrocat o destruït              | 41° 53′ 20″ N, 2° 44′ 35″ E / 41.888771°N,2.743178°E                                               | bé integrant del patrimoni cultural català |                                                    | Modifica les dades a Wikidata |
|        | Cal Gat                                           | Vilobí d'Onyar | casa         |                                                                       | 41° 55′ 01″ N, 2° 41′ 48″ E / 41.91684857191675°N,2.6965856552124023°E                             |                                            |                                                    | Modifica les dades a Wikidata |
|        | Cal Rajoler                                       | Vilobí d'Onyar | casa         | Estil: arquitectura popular                                           | 41° 53′ 18″ N, 2° 44′ 33″ E / 41.8883°N,2.7425°E                                                   | bé integrant del patrimoni cultural català | Cal Rajoler (Vilobí d'Onyar)                       | Modifica les dades a Wikidata |
|        | Cal Teixidor                                      | Vilobí d'Onyar | casa         | Estil: arquitectura popular 16th century Estat: enderrocat o destruït | 41° 53′ 19″ N, 2° 44′ 35″ E / 41.8887°N,2.74312°E ca:C. Onyar, 3 117 msnm                          | bé integrant del patrimoni cultural català | Cal Teixidor (Vilobí d'Onyar)                      | Modifica les dades a Wikidata |
|        | Can Bagué                                         | Vilobí d'Onyar | casa         |                                                                       | 41° 54′ 49″ N, 2° 43′ 48″ E / 41.91355130569185°N,2.7299737930297856°E                             |                                            |                                                    | Modifica les dades a Wikidata |
|        | Can Benet                                         | Vilobí d'Onyar | casa         | Estil: arquitectura popular                                           | 41° 53′ 19″ N, 2° 44′ 36″ E / 41.8886°N,2.7432°E                                                   | bé integrant del patrimoni cultural català | Can Benet (Vilobí d'Onyar)                         | Modifica les dades a Wikidata |
|        | Can Carreter de la Dent                           | Vilobí d'Onyar | casa         | Estil: arquitectura popular                                           | 41° 54′ 24″ N, 2° 44′ 46″ E / 41.9067°N,2.74606°E                                                  | bé integrant del patrimoni cultural català | Can Carreter de la Dent                            | Modifica les dades a Wikidata |
|        | Can Droc                                          | Vilobí d'Onyar | casa         |                                                                       | 41° 54′ 59″ N, 2° 42′ 17″ E / 41.9164254455849°N,2.704846858978272°E                               |                                            |                                                    | Modifica les dades a Wikidata |
|        | Can Planellas                                     | Vilobí d'Onyar | casa         | Estil: arquitectura popular                                           | 41° 54′ 30″ N, 2° 44′ 49″ E / 41.9084°N,2.74686°E                                                  | bé integrant del patrimoni cultural català | Can Pallarí (Vilobí d'Onyar)                       | Modifica les dades a Wikidata |
|        | Can Puigdendroc                                   | Vilobí d'Onyar | casa         |                                                                       | 41° 55′ 04″ N, 2° 42′ 35″ E / 41.91766288262304°N,2.7096426486969°E                                |                                            |                                                    | Modifica les dades a Wikidata |
|        | Can Roscada                                       | Vilobí d'Onyar | casa         | Estil: arquitectura popular                                           | 41° 53′ 18″ N, 2° 44′ 34″ E / 41.8884°N,2.74271°E ca:Travessera Casa de la Vila,2 / Plaça Vella, 1 | bé integrant del patrimoni cultural català | Can Roscada                                        | Modifica les dades a Wikidata |
|        | Can Vivolas                                       | Vilobí d'Onyar | casa         | Estil: arquitectura popular                                           | 41° 53′ 20″ N, 2° 44′ 35″ E / 41.8888°N,2.743°E                                                    | bé integrant del patrimoni cultural català | Can Vivolas                                        | Modifica les dades a Wikidata |
|        | La Comavella                                      | Vilobí d'Onyar | casa         |                                                                       | 41° 52′ 53″ N, 2° 43′ 44″ E / 41.88127221728408°N,2.728890180587769°E                              |                                            |                                                    | Modifica les dades a Wikidata |
|        | casa a la plaça Nova, 9                           | Vilobí d'Onyar | casa         | Estil: arquitectura eclèctica                                         | 41° 53′ 17″ N, 2° 44′ 34″ E / 41.88794°N,2.742807°E                                                | bé integrant del patrimoni cultural català | Plaça Nova 9 (Vilobí d'Onyar)                      | Modifica les dades a Wikidata |
|        | casa a la plaça Vella, 11                         | Vilobí d'Onyar | casa         | Estil: arquitectura popular                                           | 41° 53′ 19″ N, 2° 44′ 34″ E / 41.888567°N,2.742839°E                                               | bé integrant del patrimoni cultural català | Plaça Vella 11 (Vilobí d'Onyar)                    | Modifica les dades a Wikidata |
|        | habitatge a la plaça Nova, 4-6                    | Vilobí d'Onyar | casa         | Estil: arquitectura popular                                           | 41° 53′ 17″ N, 2° 44′ 35″ E / 41.888044°N,2.743186°E                                               | bé integrant del patrimoni cultural català | Plaça Nova 4-6 (Vilobí d'Onyar)                    | Modifica les dades a Wikidata |
|        | habitatge a la travessia antiga de Cal Metge, 1-3 | Vilobí d'Onyar | casa         | Estil: arquitectura popular                                           | 41° 53′ 18″ N, 2° 44′ 36″ E / 41.8883°N,2.74336°E                                                  | bé integrant del patrimoni cultural català | Travessia antiga de Cal Metge 1-3 (Vilobí d'Onyar) | Modifica les dades a Wikidata |

## cementiri
| imatge | Nom                      | Ubicat a       | instància de | Detalls | coordenades                                                            | Protecció | Commons (més fotos) | Dades a WD                    |
| ------ | ------------------------ | -------------- | ------------ | ------- | ---------------------------------------------------------------------- | --------- | ------------------- | ----------------------------- |
|        | Cementiri de Salitja     | Vilobí d'Onyar | cementiri    |         | 41° 54′ 35″ N, 2° 45′ 13″ E / 41.90978279285019°N,2.7534806728363037°E |           |                     | Modifica les dades a Wikidata |
|        | cementiri de Sant Dalmai | Vilobí d'Onyar | cementiri    |         | 41° 54′ 53″ N, 2° 43′ 27″ E / 41.9147648472117°N,2.7242767810821533°E  |           |                     | Modifica les dades a Wikidata |

## curs d'aigua
| imatge | Nom                | Ubicat a                                | instància de | Detalls                                    | coordenades                                                       | Protecció | Commons (més fotos) | Dades a WD                    |
| ------ | ------------------ | --------------------------------------- | ------------ | ------------------------------------------ | ----------------------------------------------------------------- | --------- | ------------------- | ----------------------------- |
|        | Onyar              | província de Girona Comarques gironines | curs d'aigua | Desemboca: Ter Llarg: 34km Conca: 340.9km² | 41° 58′ 14″ N, 2° 50′ 22″ E / 41.970555555556°N,2.8394444444444°E |           | Onyar               | Modifica les dades a Wikidata |
|        | riera de Riudevila | Riudellots de la Selva Vilobí d'Onyar   | curs d'aigua | Desemboca: Onyar Llarg: 11km               | 41° 54′ 46″ N, 2° 44′ 51″ E / 41.912825°N,2.747481°E              |           | Riera de Riudevila  | Modifica les dades a Wikidata |

## edifici
| imatge | Nom                            | Ubicat a       | instància de | Detalls                     | coordenades                                                             | Protecció                                  | Commons (més fotos)                      | Dades a WD                    |
| ------ | ------------------------------ | -------------- | ------------ | --------------------------- | ----------------------------------------------------------------------- | ------------------------------------------ | ---------------------------------------- | ----------------------------- |
|        | Can Castanyer                  | Vilobí d'Onyar | edifici      |                             | 41° 54′ 57″ N, 2° 43′ 50″ E / 41.915922480446824°N,2.7304565906524663°E |                                            |                                          | Modifica les dades a Wikidata |
|        | Can Ceret d'Onyar              | Vilobí d'Onyar | edifici      |                             | 41° 53′ 27″ N, 2° 44′ 33″ E / 41.890785°N,2.742602°E                    |                                            |                                          | Modifica les dades a Wikidata |
|        | Eixample de Vilobí             | Vilobí d'Onyar | edifici      | Estil: noucentisme          | 41° 53′ 17″ N, 2° 44′ 35″ E / 41.8881°N,2.74293°E                       | bé integrant del patrimoni cultural català | Plaça Nova i travessies (Vilobí d'Onyar) | Modifica les dades a Wikidata |
|        | Escoles Velles                 | Vilobí d'Onyar | edifici      | Estil: noucentisme          | 41° 53′ 15″ N, 2° 44′ 33″ E / 41.8875°N,2.74245°E                       | bé cultural d'interès local                | Escoles Velles (Vilobí d'Onyar)          | Modifica les dades a Wikidata |
|        | Fusteria                       | Vilobí d'Onyar | edifici      | Estil: arquitectura popular | 41° 53′ 18″ N, 2° 44′ 33″ E / 41.8884°N,2.74259°E                       | bé integrant del patrimoni cultural català | Plaça Vella 2 (Vilobí d'Onyar)           | Modifica les dades a Wikidata |
|        | Pavelló Poliesportiu de Vilobí | Vilobí d'Onyar | edifici      |                             | 41° 53′ 13″ N, 2° 44′ 36″ E / 41.88698333778951°N,2.7434706687927246°E  |                                            |                                          | Modifica les dades a Wikidata |
|        | Pavelló de Sant Dalmai         | Vilobí d'Onyar | edifici      |                             | 41° 54′ 48″ N, 2° 44′ 09″ E / 41.91329582032649°N,2.7358746528625493°E  |                                            |                                          | Modifica les dades a Wikidata |
|        | els Delmes                     | Vilobí d'Onyar | edifici      | Estil: arquitectura popular | 41° 54′ 30″ N, 2° 44′ 48″ E / 41.9083°N,2.74668°E                       | bé integrant del patrimoni cultural català | Els Delmes (Vilobí d'Onyar)              | Modifica les dades a Wikidata |

## edifici escolar
| imatge | Nom                       | Ubicat a       | instància de    | Detalls | coordenades                                                            | Protecció | Commons (més fotos) | Dades a WD                    |
| ------ | ------------------------- | -------------- | --------------- | ------- | ---------------------------------------------------------------------- | --------- | ------------------- | ----------------------------- |
|        | Escola Josep Madrenys     | Vilobí d'Onyar | edifici escolar |         | 41° 53′ 13″ N, 2° 44′ 33″ E / 41.8868954782636°N,2.7425587177276616°E  |           |                     | Modifica les dades a Wikidata |
|        | Escoles Velles de Salitja | Vilobí d'Onyar | edifici escolar |         | 41° 54′ 39″ N, 2° 44′ 34″ E / 41.91070098914875°N,2.7427411079406743°E |           |                     | Modifica les dades a Wikidata |

## entitat singular de població
| imatge | Nom            | Ubicat a       | instància de                                                                   | Detalls  | coordenades                                                       | Protecció | Commons (més fotos) | Dades a WD                    |
| ------ | -------------- | -------------- | ------------------------------------------------------------------------------ | -------- | ----------------------------------------------------------------- | --------- | ------------------- | ----------------------------- |
|        | Salitja        | Vilobí d'Onyar | entitat singular de població ens local històric de Catalunya                   | 321 hab  | 41° 54′ 28″ N, 2° 44′ 50″ E / 41.90777778°N,2.74722222°E 122 msnm |           | Salitja             | Modifica les dades a Wikidata |
|        | Sant Dalmai    | Vilobí d'Onyar | entitat singular de població ens local històric de Catalunya                   | 612 hab  | 41° 54′ 46″ N, 2° 43′ 59″ E / 41.912649°N,2.733004°E 156 msnm     |           | Sant Dalmai         | Modifica les dades a Wikidata |
|        | Vilobí d'Onyar | Vilobí d'Onyar | entitat singular de població ens local històric de Catalunya capital municipal | 2371 hab | 41° 53′ 19″ N, 2° 44′ 29″ E / 41.88865537°N,2.74141886°E 118 msnm |           |                     | Modifica les dades a Wikidata |

## església
| imatge | Nom                                   | Ubicat a       | instància de                        | Detalls                                              | coordenades                                                                                     | Protecció                                  | Commons (més fotos)                                    | Dades a WD                    |
| ------ | ------------------------------------- | -------------- | ----------------------------------- | ---------------------------------------------------- | ----------------------------------------------------------------------------------------------- | ------------------------------------------ | ------------------------------------------------------ | ----------------------------- |
|        | Mare de Déu de les Fonts              | Vilobí d'Onyar | església capella                    | Estil: arquitectura barroca                          | 41° 54′ 57″ N, 2° 44′ 49″ E / 41.9159°N,2.74683°E                                               | bé cultural d'interès local                | Ermita de la Mare de Déu de les Fonts (Vilobí d'Onyar) | Modifica les dades a Wikidata |
|        | Sant Esteve de Vilobí                 | Vilobí d'Onyar | església                            | Estil: arquitectura barroca                          | 41° 53′ 20″ N, 2° 44′ 34″ E / 41.8889°N,2.7427°E                                                | bé cultural d'interès local                | Sant Esteve de Vilobí                                  | Modifica les dades a Wikidata |
|        | Sant Llop de Sant Dalmai              | Vilobí d'Onyar | església torre de telegrafia òptica | Estil: arquitectura romànica                         | 41° 55′ 11″ N, 2° 44′ 04″ E / 41.9197°N,2.7344°E                                                | bé cultural d'interès local                | Sant Llop de Sant Dalmai                               | Modifica les dades a Wikidata |
|        | capella de la Mare de Déu dels Dolors | Vilobí d'Onyar | església                            | Estil: arquitectura popular                          | 41° 52′ 43″ N, 2° 45′ 19″ E / 41.8786°N,2.75525°E                                               | bé integrant del patrimoni cultural català | Capella de la Mare de Déu dels Dolors (Vilobí d'Onyar) | Modifica les dades a Wikidata |
|        | el Sagrat Cor de ca l'Artau           | Vilobí d'Onyar | església capella edifici religiós   |                                                      | 41° 52′ 38″ N, 2° 45′ 29″ E / 41.8772873559316°N,2.75814860528817°E ca:masia de ca l'Artau      |                                            |                                                        | Modifica les dades a Wikidata |
|        | ermita de Santa Margarida             | Vilobí d'Onyar | església ermita                     | Estil: arquitectura popular                          | 41° 52′ 26″ N, 2° 45′ 02″ E / 41.8739°N,2.75045°E ca:Pista que surt del sud del poble, a 1,5 km | bé cultural d'interès local                | Santa Margarida de Vilobí d'Onyar                      | Modifica les dades a Wikidata |
|        | església de Sant Dalmai               | Vilobí d'Onyar | església                            | Estil: arquitectura barroca                          | 41° 54′ 53″ N, 2° 44′ 09″ E / 41.9148°N,2.73583°E ca:Sant Dalmai, carrer de l'Església          | bé cultural d'interès local                | Església de Sant Dalmai                                | Modifica les dades a Wikidata |
|        | església de Santa Maria de Salitja    | Vilobí d'Onyar | església                            | Estil: arquitectura barroca arquitectura neoclàssica | 41° 54′ 30″ N, 2° 44′ 50″ E / 41.90837778°N,2.74711944°E ca:Salitja. Plaça de l'Església, 8     | bé cultural d'interès local                | Santa Maria de Salitja                                 | Modifica les dades a Wikidata |

## granja
| imatge | Nom                | Ubicat a       | instància de | Detalls | coordenades                                                                  | Protecció | Commons (més fotos) | Dades a WD                    |
| ------ | ------------------ | -------------- | ------------ | ------- | ---------------------------------------------------------------------------- | --------- | ------------------- | ----------------------------- |
|        | Granges d'en Bosc  | Vilobí d'Onyar | granja       |         | 41° 55′ 22″ N, 2° 43′ 36″ E / 41.9227645225718°N,2.72680148569269°E          |           |                     | Modifica les dades a Wikidata |
|        | Granges d'en Güell | Vilobí d'Onyar | granja       |         | 41° 55′ 05″ N, 2° 44′ 33″ E / 41.917981870794°N,2.74236624225308°E 168 msnm  |           |                     | Modifica les dades a Wikidata |
|        | Granja Batlló      | Vilobí d'Onyar | granja       |         | 41° 54′ 42″ N, 2° 43′ 24″ E / 41.9116686477937°N,2.7232434488725°E           |           |                     | Modifica les dades a Wikidata |
|        | Granja Carreres    | Vilobí d'Onyar | granja       |         | 41° 53′ 54″ N, 2° 44′ 55″ E / 41.8982891061665°N,2.74873839705361°E 133 msnm |           |                     | Modifica les dades a Wikidata |
|        | Granja El Trèvol   | Vilobí d'Onyar | granja       |         | 41° 53′ 37″ N, 2° 44′ 53″ E / 41.8937209432486°N,2.74796069319677°E 131 msnm |           |                     | Modifica les dades a Wikidata |
|        | Granja Jesús       | Vilobí d'Onyar | granja       |         | 41° 53′ 13″ N, 2° 44′ 53″ E / 41.8868670685538°N,2.74810816765191°E          |           |                     | Modifica les dades a Wikidata |

## masia
| imatge | Nom                       | Ubicat a       | instància de     | Detalls                                                             | coordenades | Protecció                                            | Commons (més fotos)           | Dades a WD                    |
| ------ | ------------------------- | -------------- | ---------------- | ------------------------------------------------------------------- | --- | ---------------------------------------------------- | ----------------------------- | ----------------------------- |
|        | Ca l'Adroer               | Vilobí d'Onyar | masia            | Estil: arquitectura popular                                         | 41° 54′ 36″ N, 2° 43′ 57″ E / 41.9099°N,2.73244°E                                                                                          | bé integrant del patrimoni cultural català           |                               | Modifica les dades a Wikidata |
|        | Ca l'Alís                 | Vilobí d'Onyar | masia            |                                                                     | 41° 54′ 13″ N, 2° 43′ 12″ E / 41.9035905707475°N,2.71995073477998°E 155 msnm                                                               |                                                      |                               | Modifica les dades a Wikidata |
|        | Ca l'Alís Nou             | Vilobí d'Onyar | masia            |                                                                     | 41° 54′ 12″ N, 2° 43′ 09″ E / 41.903195°N,2.719116°E                                                                                       |                                                      |                               | Modifica les dades a Wikidata |
|        | Ca l'Amat                 | Vilobí d'Onyar | masia            |                                                                     | 41° 54′ 20″ N, 2° 44′ 57″ E / 41.905615°N,2.749296°E                                                                                       |                                                      |                               | Modifica les dades a Wikidata |
|        | Ca l'Aranet               | Vilobí d'Onyar | masia            |                                                                     | 41° 53′ 17″ N, 2° 43′ 30″ E / 41.8879672149795°N,2.72511764752933°E 137 msnm                                                               |                                                      |                               | Modifica les dades a Wikidata |
|        | Ca l'Aranet de Mont       | Vilobí d'Onyar | masia            |                                                                     | 41° 53′ 20″ N, 2° 43′ 36″ E / 41.888772°N,2.726691°E                                                                                       |                                                      |                               | Modifica les dades a Wikidata |
|        | Ca l'Artau                | Vilobí d'Onyar | masia            | Estil: arquitectura popular                                         | 41° 52′ 38″ N, 2° 45′ 28″ E / 41.8773°N,2.75771°E ca:Camí que surt del sud del poble                                                       | bé cultural d'interès local                          | Ca l'Artau (Vilobí d'Onyar)   | Modifica les dades a Wikidata |
|        | Ca l'Estany               | Vilobí d'Onyar | masia            |                                                                     | 41° 52′ 01″ N, 2° 45′ 31″ E / 41.8670477017365°N,2.75869328761687°E                                                                        |                                                      |                               | Modifica les dades a Wikidata |
|        | Ca l'Hereu                | Vilobí d'Onyar | masia            | Estil: arquitectura popular                                         | 41° 52′ 54″ N, 2° 46′ 01″ E / 41.8816°N,2.76691°E                                                                                          | bé integrant del patrimoni cultural català           |                               | Modifica les dades a Wikidata |
|        | Ca l'Hereu Nou            | Vilobí d'Onyar | masia            | Estil: arquitectura popular                                         | 41° 52′ 54″ N, 2° 46′ 02″ E / 41.8818°N,2.76715°E                                                                                          | bé integrant del patrimoni cultural català           |                               | Modifica les dades a Wikidata |
|        | Ca l'Honorio              | Vilobí d'Onyar | masia            |                                                                     | 41° 52′ 49″ N, 2° 42′ 09″ E / 41.880314°N,2.702379°E                                                                                       |                                                      |                               | Modifica les dades a Wikidata |
|        | Ca l'Isern                | Vilobí d'Onyar | masia            |                                                                     | 41° 54′ 36″ N, 2° 44′ 56″ E / 41.9100971689533°N,2.74880061658519°E 130 msnm                                                               |                                                      |                               | Modifica les dades a Wikidata |
|        | Ca la Isabel Olivé        | Vilobí d'Onyar | masia            |                                                                     | 41° 53′ 48″ N, 2° 46′ 06″ E / 41.8966461563774°N,2.76839485422595°E                                                                        |                                                      |                               | Modifica les dades a Wikidata |
|        | Ca la Marieta             | Vilobí d'Onyar | masia            |                                                                     | 41° 54′ 40″ N, 2° 44′ 33″ E / 41.911052°N,2.742527°E                                                                                       |                                                      |                               | Modifica les dades a Wikidata |
|        | Ca n'Abràs                | Vilobí d'Onyar | masia            |                                                                     | 41° 52′ 57″ N, 2° 43′ 59″ E / 41.8825370091397°N,2.733143829108°E 127 msnm                                                                 |                                                      |                               | Modifica les dades a Wikidata |
|        | Ca n'Aliva                | Vilobí d'Onyar | masia            |                                                                     | 41° 53′ 13″ N, 2° 46′ 09″ E / 41.886830117966°N,2.76909324691201°E                                                                         |                                                      |                               | Modifica les dades a Wikidata |
|        | Ca n'Avellana             | Vilobí d'Onyar | masia            |                                                                     | 41° 54′ 54″ N, 2° 43′ 27″ E / 41.914985405121°N,2.72418175544209°E 141 msnm                                                                |                                                      |                               | Modifica les dades a Wikidata |
|        | Ca n'Isidret              | Vilobí d'Onyar | masia            |                                                                     | 41° 54′ 23″ N, 2° 45′ 36″ E / 41.9063205370166°N,2.7601369866809°E                                                                         |                                                      |                               | Modifica les dades a Wikidata |
|        | Ca n'Oliveres             | Vilobí d'Onyar | masia            |                                                                     | 41° 54′ 15″ N, 2° 44′ 23″ E / 41.904186771593°N,2.73984158665172°E 135 msnm                                                                |                                                      |                               | Modifica les dades a Wikidata |
|        | Cal Carreter del Bosc     | Vilobí d'Onyar | masia            |                                                                     | 41° 53′ 35″ N, 2° 44′ 59″ E / 41.8931391171969°N,2.74961445593576°E 130 msnm                                                               |                                                      |                               | Modifica les dades a Wikidata |
|        | Cal Cristòfol             | Vilobí d'Onyar | masia            |                                                                     | 41° 52′ 58″ N, 2° 44′ 43″ E / 41.882879512133°N,2.74514682867409°E                                                                         |                                                      |                               | Modifica les dades a Wikidata |
|        | Cal Ferrer Mula           | Vilobí d'Onyar | masia            |                                                                     | 41° 54′ 03″ N, 2° 44′ 23″ E / 41.9009171380785°N,2.73977046656398°E 128 msnm                                                               |                                                      |                               | Modifica les dades a Wikidata |
|        | Cal Ferrer Pagès          | Vilobí d'Onyar | masia            | Estil: arquitectura popular                                         | 41° 53′ 19″ N, 2° 44′ 54″ E / 41.8886°N,2.74834°E ca:Urbanització Cal Ferrer Pagès                                                         | bé integrant del patrimoni cultural català           | Cal Ferrer Pagès              | Modifica les dades a Wikidata |
|        | Cal Frare                 | Vilobí d'Onyar | masia            | Estil: arquitectura popular                                         | 41° 54′ 52″ N, 2° 44′ 07″ E / 41.9144°N,2.73534°E                                                                                          | bé integrant del patrimoni cultural català           |                               | Modifica les dades a Wikidata |
|        | Cal Frare                 | Vilobí d'Onyar | masia            |                                                                     | 41° 54′ 05″ N, 2° 44′ 22″ E / 41.901431°N,2.739458°E 129 msnm                                                                              |                                                      |                               | Modifica les dades a Wikidata |
|        | Cal Frigoler              | Vilobí d'Onyar | masia            |                                                                     | 41° 53′ 06″ N, 2° 45′ 27″ E / 41.8848879299875°N,2.75757755768545°E                                                                        |                                                      |                               | Modifica les dades a Wikidata |
|        | Cal Tet d'Onyar           | Vilobí d'Onyar | masia            |                                                                     | 41° 53′ 28″ N, 2° 44′ 42″ E / 41.8911567211771°N,2.74511393003304°E 119 msnm                                                               |                                                      |                               | Modifica les dades a Wikidata |
|        | Can Bagastrà              | Vilobí d'Onyar | masia            |                                                                     | 41° 52′ 42″ N, 2° 44′ 02″ E / 41.8784047525623°N,2.73395643950536°E 123 msnm                                                               |                                                      |                               | Modifica les dades a Wikidata |
|        | Can Baldiri               | Vilobí d'Onyar | masia            |                                                                     | 41° 55′ 06″ N, 2° 44′ 50″ E / 41.9184252325291°N,2.74733289967757°E 147 msnm                                                               |                                                      |                               | Modifica les dades a Wikidata |
|        | Can Barceló               | Vilobí d'Onyar | masia            | Estil: arquitectura popular                                         | 41° 53′ 16″ N, 2° 45′ 04″ E / 41.8878°N,2.75115°E ca:Camí que surt de la ctra. GIV-5341                                                    | bé integrant del patrimoni cultural català           |                               | Modifica les dades a Wikidata |
|        | Can Bardalet              | Vilobí d'Onyar | masia            |                                                                     | 41° 53′ 20″ N, 2° 43′ 55″ E / 41.8887938646241°N,2.73190036259398°E 131 msnm                                                               |                                                      |                               | Modifica les dades a Wikidata |
|        | Can Baterola              | Vilobí d'Onyar | masia            |                                                                     | 41° 53′ 05″ N, 2° 45′ 39″ E / 41.8846603765045°N,2.76073629653668°E                                                                        |                                                      |                               | Modifica les dades a Wikidata |
|        | Can Batlló                | Vilobí d'Onyar | masia            |                                                                     | 41° 54′ 23″ N, 2° 43′ 43″ E / 41.9062680799886°N,2.72848746920017°E                                                                        |                                                      |                               | Modifica les dades a Wikidata |
|        | Can Bells                 | Vilobí d'Onyar | masia            |                                                                     | 41° 53′ 44″ N, 2° 43′ 26″ E / 41.8956470960166°N,2.72389127028818°E                                                                        |                                                      |                               | Modifica les dades a Wikidata |
|        | Can Bes                   | Vilobí d'Onyar | masia            | Estil: arquitectura popular 16th century                            | 41° 54′ 28″ N, 2° 44′ 33″ E / 41.9078°N,2.74245°E ca:Salitja                                                                               | bé integrant del patrimoni cultural català           | Can Bes                       | Modifica les dades a Wikidata |
|        | Can Bifó                  | Vilobí d'Onyar | masia            |                                                                     | 41° 52′ 45″ N, 2° 44′ 37″ E / 41.8791745400701°N,2.74372736918425°E                                                                        |                                                      |                               | Modifica les dades a Wikidata |
|        | Can Blanc                 | Vilobí d'Onyar | masia            |                                                                     | 41° 53′ 10″ N, 2° 44′ 09″ E / 41.8859929483552°N,2.73587758224289°E 132 msnm                                                               |                                                      |                               | Modifica les dades a Wikidata |
|        | Can Blavis                | Vilobí d'Onyar | masia            |                                                                     | 41° 53′ 25″ N, 2° 45′ 19″ E / 41.8902601102132°N,2.75526698232405°E                                                                        |                                                      |                               | Modifica les dades a Wikidata |
|        | Can Boades                | Vilobí d'Onyar | masia            | Estil: arquitectura popular                                         | 41° 55′ 17″ N, 2° 44′ 41″ E / 41.9213°N,2.7448°E 183 msnm                                                                                  | bé integrant del patrimoni cultural català           | Can Boades                    | Modifica les dades a Wikidata |
|        | Can Boet                  | Vilobí d'Onyar | masia            | Estat: ruïnós                                                       | 41° 54′ 51″ N, 2° 45′ 21″ E / 41.9141115988411°N,2.7559476315842°E 145 msnm                                                                |                                                      |                               | Modifica les dades a Wikidata |
|        | Can Boils Nou             | Vilobí d'Onyar | masia            |                                                                     | 41° 53′ 22″ N, 2° 44′ 10″ E / 41.889307577732616°N,2.7362072467803955°E                                                                    |                                                      |                               | Modifica les dades a Wikidata |
|        | Can Boix                  | Vilobí d'Onyar | masia            |                                                                     | 41° 52′ 57″ N, 2° 43′ 15″ E / 41.8825798100436°N,2.72083796929824°E                                                                        |                                                      |                               | Modifica les dades a Wikidata |
|        | Can Bosc                  | Vilobí d'Onyar | masia            |                                                                     | 41° 52′ 20″ N, 2° 44′ 19″ E / 41.872223°N,2.73848°E 141 msnm                                                                               |                                                      |                               | Modifica les dades a Wikidata |
|        | Can Bosquets              | Vilobí d'Onyar | masia            |                                                                     | 41° 53′ 46″ N, 2° 44′ 31″ E / 41.895976°N,2.741894°E                                                                                       |                                                      |                               | Modifica les dades a Wikidata |
|        | Can Brunyola              | Vilobí d'Onyar | masia            |                                                                     | 41° 54′ 22″ N, 2° 45′ 19″ E / 41.9062020499209°N,2.75520610787612°E 135 msnm                                                               |                                                      |                               | Modifica les dades a Wikidata |
|        | Can Cagarell              | Vilobí d'Onyar | masia            | Estat: ruïnós                                                       | 41° 54′ 00″ N, 2° 43′ 39″ E / 41.9000781799945°N,2.72754922240755°E 127 msnm                                                               |                                                      |                               | Modifica les dades a Wikidata |
|        | Can Capital Nou           | Vilobí d'Onyar | masia            |                                                                     | 41° 52′ 39″ N, 2° 44′ 05″ E / 41.87762162529231°N,2.7346408367156987°E 129 msnm                                                            |                                                      |                               | Modifica les dades a Wikidata |
|        | Can Capitol               | Vilobí d'Onyar | masia            |                                                                     | 41° 52′ 41″ N, 2° 44′ 05″ E / 41.8781453962907°N,2.73475293038402°E 125 msnm                                                               |                                                      |                               | Modifica les dades a Wikidata |
|        | Can Carreres              | Vilobí d'Onyar | masia            |                                                                     | 41° 53′ 53″ N, 2° 44′ 57″ E / 41.8980017601914°N,2.74913735422846°E 133 msnm                                                               |                                                      |                               | Modifica les dades a Wikidata |
|        | Can Casota                | Vilobí d'Onyar | masia            |                                                                     | 41° 54′ 40″ N, 2° 44′ 52″ E / 41.911116169225785°N,2.7478587627410893°E                                                                    |                                                      |                               | Modifica les dades a Wikidata |
|        | Can Cavaller              | Vilobí d'Onyar | masia            | Estil: arquitectura popular                                         | 41° 52′ 52″ N, 2° 46′ 06″ E / 41.8812°N,2.76838°E                                                                                          | bé integrant del patrimoni cultural català           |                               | Modifica les dades a Wikidata |
|        | Can Ceret                 | Vilobí d'Onyar | masia            |                                                                     | 41° 52′ 45″ N, 2° 45′ 01″ E / 41.8790718161948°N,2.75024786861271°E                                                                        |                                                      |                               | Modifica les dades a Wikidata |
|        | Can Cincmassa             | Vilobí d'Onyar | masia            |                                                                     | 41° 52′ 44″ N, 2° 45′ 06″ E / 41.8788949730097°N,2.75176709503775°E                                                                        |                                                      |                               | Modifica les dades a Wikidata |
|        | Can Ciso                  | Vilobí d'Onyar | masia            |                                                                     | 41° 54′ 18″ N, 2° 44′ 39″ E / 41.904931°N,2.744297°E 137 msnm                                                                              |                                                      |                               | Modifica les dades a Wikidata |
|        | Can Cobarsí               | Vilobí d'Onyar | masia            | Estil: arquitectura popular 16th century                            | 41° 52′ 28″ N, 2° 45′ 10″ E / 41.8744°N,2.75274°E ca:Veïnat de Santa Margarida 131 msnm                                                    | bé cultural d'interès local                          | Can Cobarsí                   | Modifica les dades a Wikidata |
|        | Can Coll                  | Vilobí d'Onyar | masia            |                                                                     | 41° 55′ 48″ N, 2° 44′ 02″ E / 41.929868°N,2.733815°E 194 msnm                                                                              |                                                      |                               | Modifica les dades a Wikidata |
|        | Can Coll                  | Vilobí d'Onyar | masia            |                                                                     | 41° 54′ 42″ N, 2° 44′ 03″ E / 41.9117486372324°N,2.73422799923332°E 155 msnm                                                               |                                                      |                               | Modifica les dades a Wikidata |
|        | Can Colom                 | Vilobí d'Onyar | masia            |                                                                     | 41° 52′ 56″ N, 2° 44′ 02″ E / 41.882199°N,2.733943°E                                                                                       |                                                      |                               | Modifica les dades a Wikidata |
|        | Can Colom Carolà          | Vilobí d'Onyar | masia            |                                                                     | 41° 52′ 56″ N, 2° 42′ 26″ E / 41.88213490877679°N,2.707314491271973°E                                                                      |                                                      |                               | Modifica les dades a Wikidata |
|        | Can Colom Nou             | Vilobí d'Onyar | masia            |                                                                     | 41° 53′ 04″ N, 2° 44′ 06″ E / 41.88434749945197°N,2.7350646257400517°E                                                                     |                                                      |                               | Modifica les dades a Wikidata |
|        | Can Colomer               | Vilobí d'Onyar | masia            |                                                                     | 41° 55′ 09″ N, 2° 45′ 15″ E / 41.9191335136771°N,2.75413163891563°E 156 msnm                                                               |                                                      |                               | Modifica les dades a Wikidata |
|        | Can Comte                 | Vilobí d'Onyar | masia            |                                                                     | 41° 52′ 37″ N, 2° 43′ 17″ E / 41.8768257551522°N,2.72138122598771°E 131 msnm                                                               |                                                      |                               | Modifica les dades a Wikidata |
|        | Can Coral                 | Vilobí d'Onyar | masia            |                                                                     | 41° 53′ 04″ N, 2° 43′ 34″ E / 41.884573832913°N,2.72603616459342°E 145 msnm                                                                |                                                      |                               | Modifica les dades a Wikidata |
|        | Can Cornalera             | Vilobí d'Onyar | masia            |                                                                     | 41° 54′ 32″ N, 2° 43′ 14″ E / 41.9088698234273°N,2.72047025068392°E                                                                        |                                                      |                               | Modifica les dades a Wikidata |
|        | Can Cornellà              | Vilobí d'Onyar | masia            |                                                                     | 41° 54′ 11″ N, 2° 45′ 19″ E / 41.90317937482098°N,2.7552938461303715°E                                                                     |                                                      |                               | Modifica les dades a Wikidata |
|        | Can Costa                 | Vilobí d'Onyar | masia casa forta | Estil: arquitectura popular 16th century                            | 41° 55′ 06″ N, 2° 44′ 02″ E / 41.9184°N,2.7338°E ca:Als afores de Sant Dalmai, Vilobí d'Onyar 192 msnm                                     | bé d'interès cultural bé cultural d'interès nacional | Can Costa de Sant Dalmai      | Modifica les dades a Wikidata |
|        | Can Croses                | Vilobí d'Onyar | masia            |                                                                     | 41° 55′ 24″ N, 2° 45′ 06″ E / 41.9232260366885°N,2.75154709951951°E 167 msnm                                                               |                                                      |                               | Modifica les dades a Wikidata |
|        | Can Cua                   | Vilobí d'Onyar | masia            |                                                                     | 41° 53′ 57″ N, 2° 45′ 34″ E / 41.8991317198572°N,2.7594767159048°E                                                                         |                                                      |                               | Modifica les dades a Wikidata |
|        | Can Daltabuit             | Vilobí d'Onyar | masia            |                                                                     | 41° 53′ 52″ N, 2° 43′ 29″ E / 41.8978648342141°N,2.72474971011566°E                                                                        |                                                      |                               | Modifica les dades a Wikidata |
|        | Can Damià                 | Vilobí d'Onyar | masia            |                                                                     | 41° 53′ 06″ N, 2° 43′ 17″ E / 41.8851212335744°N,2.72145366520865°E 150 msnm                                                               |                                                      |                               | Modifica les dades a Wikidata |
|        | Can Dellonder             | Vilobí d'Onyar | masia            |                                                                     | 41° 53′ 25″ N, 2° 43′ 31″ E / 41.89025801575427°N,2.72537112236023°E                                                                       |                                                      |                               | Modifica les dades a Wikidata |
|        | Can Devesa                | Vilobí d'Onyar | masia            |                                                                     | 41° 55′ 02″ N, 2° 44′ 48″ E / 41.9172621185358°N,2.74677070972853°E 141 msnm                                                               |                                                      |                               | Modifica les dades a Wikidata |
|        | Can Devesa Nou            | Vilobí d'Onyar | masia            |                                                                     | 41° 54′ 48″ N, 2° 44′ 47″ E / 41.9133794802621°N,2.74644842276658°E 137 msnm                                                               |                                                      |                               | Modifica les dades a Wikidata |
|        | Can Domer                 | Vilobí d'Onyar | masia            |                                                                     | 41° 54′ 41″ N, 2° 42′ 58″ E / 41.91131577407083°N,2.7161443233489995°E                                                                     |                                                      |                               | Modifica les dades a Wikidata |
|        | Can Duc                   | Vilobí d'Onyar | masia            |                                                                     | 41° 53′ 03″ N, 2° 43′ 38″ E / 41.8841440057384°N,2.72708660062127°E 144 msnm                                                               |                                                      |                               | Modifica les dades a Wikidata |
|        | Can Falgueró              | Vilobí d'Onyar | masia            |                                                                     | 41° 53′ 40″ N, 2° 43′ 52″ E / 41.8944482931751°N,2.73110520918013°E 122 msnm                                                               |                                                      |                               | Modifica les dades a Wikidata |
|        | Can Fam-i-set             | Vilobí d'Onyar | masia            |                                                                     | 41° 53′ 03″ N, 2° 42′ 26″ E / 41.8841670472992°N,2.70718720631113°E                                                                        |                                                      |                               | Modifica les dades a Wikidata |
|        | Can Farigola              | Vilobí d'Onyar | masia            |                                                                     | 41° 53′ 03″ N, 2° 42′ 57″ E / 41.8841168512542°N,2.7158896038112°E 153 msnm                                                                |                                                      |                               | Modifica les dades a Wikidata |
|        | Can Farrenc               | Vilobí d'Onyar | masia            |                                                                     | 41° 54′ 14″ N, 2° 44′ 48″ E / 41.903751851691°N,2.74673970472009°E                                                                         |                                                      |                               | Modifica les dades a Wikidata |
|        | Can Fava                  | Vilobí d'Onyar | masia            |                                                                     | 41° 52′ 03″ N, 2° 44′ 11″ E / 41.8676291493814°N,2.7363869746315°E                                                                         |                                                      |                               | Modifica les dades a Wikidata |
|        | Can Feixes                | Vilobí d'Onyar | masia            |                                                                     | 41° 52′ 15″ N, 2° 45′ 19″ E / 41.8707786130893°N,2.75541360785023°E                                                                        |                                                      |                               | Modifica les dades a Wikidata |
|        | Can Formiga               | Vilobí d'Onyar | masia            |                                                                     | 41° 54′ 19″ N, 2° 44′ 20″ E / 41.9051394870461°N,2.7389575710402°E 136 msnm                                                                |                                                      |                               | Modifica les dades a Wikidata |
|        | Can Fradera               | Vilobí d'Onyar | masia            |                                                                     | 41° 53′ 06″ N, 2° 43′ 50″ E / 41.8851068328589°N,2.73051762317443°E 138 msnm                                                               |                                                      |                               | Modifica les dades a Wikidata |
|        | Can Freu                  | Vilobí d'Onyar | masia            | Estil: arquitectura popular                                         | 41° 52′ 40″ N, 2° 43′ 30″ E / 41.8779°N,2.72505°E                                                                                          | bé integrant del patrimoni cultural català           |                               | Modifica les dades a Wikidata |
|        | Can Gabriel               | Vilobí d'Onyar | masia            |                                                                     | 41° 54′ 51″ N, 2° 45′ 06″ E / 41.91414211168241°N,2.7516138553619385°E                                                                     |                                                      |                               | Modifica les dades a Wikidata |
|        | Can Garriga               | Vilobí d'Onyar | masia            |                                                                     | 41° 53′ 59″ N, 2° 44′ 14″ E / 41.899824°N,2.737332°E 127 msnm                                                                              |                                                      |                               | Modifica les dades a Wikidata |
|        | Can Ginesta de Pagès      | Vilobí d'Onyar | masia            |                                                                     | 41° 52′ 40″ N, 2° 44′ 10″ E / 41.8777611872669°N,2.73609225483958°E 135 msnm                                                               |                                                      |                               | Modifica les dades a Wikidata |
|        | Can Gironès               | Vilobí d'Onyar | masia            |                                                                     | 41° 55′ 50″ N, 2° 44′ 09″ E / 41.93042704226127°N,2.7357029914855957°E                                                                     |                                                      |                               | Modifica les dades a Wikidata |
|        | Can Gisper                | Vilobí d'Onyar | masia            |                                                                     | 41° 52′ 55″ N, 2° 44′ 01″ E / 41.8819434028783°N,2.73350787275437°E 127 msnm                                                               |                                                      |                               | Modifica les dades a Wikidata |
|        | Can Granic                | Vilobí d'Onyar | masia            | Estil: arquitectura popular                                         | 41° 54′ 18″ N, 2° 44′ 45″ E / 41.905°N,2.74592°E                                                                                           | bé integrant del patrimoni cultural català           | Can Granic (Vilobí d'Onyar)   | Modifica les dades a Wikidata |
|        | Can Granic Nou            | Vilobí d'Onyar | masia            |                                                                     | 41° 54′ 14″ N, 2° 44′ 49″ E / 41.90396990462327°N,2.7468717098236084°E                                                                     |                                                      |                               | Modifica les dades a Wikidata |
|        | Can Gratx                 | Vilobí d'Onyar | masia            |                                                                     | 41° 54′ 31″ N, 2° 43′ 03″ E / 41.9086646546861°N,2.71760146499975°E 142 msnm                                                               |                                                      |                               | Modifica les dades a Wikidata |
|        | Can Gros                  | Vilobí d'Onyar | masia            |                                                                     | 41° 54′ 41″ N, 2° 44′ 18″ E / 41.911468°N,2.738324°E 148 msnm                                                                              |                                                      |                               | Modifica les dades a Wikidata |
|        | Can Guilla                | Vilobí d'Onyar | masia            |                                                                     | 41° 54′ 11″ N, 2° 43′ 36″ E / 41.9030391847231°N,2.72660829031873°E 136 msnm                                                               |                                                      |                               | Modifica les dades a Wikidata |
|        | Can Guillots              | Vilobí d'Onyar | masia            |                                                                     | 41° 55′ 38″ N, 2° 43′ 40″ E / 41.927122°N,2.727678°E                                                                                       |                                                      |                               | Modifica les dades a Wikidata |
|        | Can Jaumic                | Vilobí d'Onyar | masia            |                                                                     | 41° 52′ 43″ N, 2° 44′ 51″ E / 41.8785705147747°N,2.74753815953853°E                                                                        |                                                      |                               | Modifica les dades a Wikidata |
|        | Can Joan                  | Vilobí d'Onyar | masia            |                                                                     | 41° 52′ 58″ N, 2° 42′ 55″ E / 41.882894°N,2.715168°E                                                                                       |                                                      |                               | Modifica les dades a Wikidata |
|        | Can Joan Bosc             | Vilobí d'Onyar | masia            |                                                                     | 41° 55′ 01″ N, 2° 44′ 05″ E / 41.917027626376°N,2.73466434198248°E                                                                         |                                                      |                               | Modifica les dades a Wikidata |
|        | Can Jumbet                | Vilobí d'Onyar | masia            |                                                                     | 41° 54′ 10″ N, 2° 45′ 01″ E / 41.9028317371877°N,2.75020352406864°E                                                                        |                                                      |                               | Modifica les dades a Wikidata |
|        | Can Just Ribes            | Vilobí d'Onyar | masia            |                                                                     | 41° 52′ 45″ N, 2° 44′ 43″ E / 41.8792049121503°N,2.74523374099649°E                                                                        |                                                      |                               | Modifica les dades a Wikidata |
|        | Can Llobet                | Vilobí d'Onyar | masia            |                                                                     | 41° 53′ 11″ N, 2° 45′ 32″ E / 41.8862959033274°N,2.75895836217875°E                                                                        |                                                      |                               | Modifica les dades a Wikidata |
|        | Can Marquès               | Vilobí d'Onyar | masia            |                                                                     | 41° 53′ 08″ N, 2° 44′ 12″ E / 41.885685400682995°N,2.736582756042481°E                                                                     |                                                      |                               | Modifica les dades a Wikidata |
|        | Can Martina Sanaia        | Vilobí d'Onyar | masia            |                                                                     | 41° 52′ 57″ N, 2° 44′ 43″ E / 41.8825826899983°N,2.74532879686933°E                                                                        |                                                      |                               | Modifica les dades a Wikidata |
|        | Can Martorell             | Vilobí d'Onyar | masia            |                                                                     | 41° 52′ 53″ N, 2° 44′ 48″ E / 41.8813965165579°N,2.74656284733238°E                                                                        |                                                      |                               | Modifica les dades a Wikidata |
|        | Can Martí                 | Vilobí d'Onyar | masia            |                                                                     | 41° 54′ 14″ N, 2° 43′ 21″ E / 41.903898038682065°N,2.722409963607788°E                                                                     |                                                      |                               | Modifica les dades a Wikidata |
|        | Can Marxant               | Vilobí d'Onyar | masia            |                                                                     | 41° 53′ 03″ N, 2° 43′ 28″ E / 41.8842370660854°N,2.72456715081057°E 145 msnm                                                               |                                                      |                               | Modifica les dades a Wikidata |
|        | Can Mascarona             | Vilobí d'Onyar | masia            |                                                                     | 41° 52′ 25″ N, 2° 43′ 31″ E / 41.8736830547662°N,2.7254078265034°E                                                                         |                                                      |                               | Modifica les dades a Wikidata |
|        | Can Masmiquel             | Vilobí d'Onyar | masia            |                                                                     | 41° 54′ 50″ N, 2° 43′ 22″ E / 41.913766870673406°N,2.722645998001099°E                                                                     |                                                      |                               | Modifica les dades a Wikidata |
|        | Can Massic                | Vilobí d'Onyar | masia            |                                                                     | 41° 53′ 57″ N, 2° 44′ 04″ E / 41.8991303905242°N,2.73435266009722°E 126 msnm                                                               |                                                      |                               | Modifica les dades a Wikidata |
|        | Can Masó                  | Vilobí d'Onyar | masia            |                                                                     | 41° 54′ 45″ N, 2° 44′ 49″ E / 41.912417581583355°N,2.7470755577087407°E                                                                    |                                                      |                               | Modifica les dades a Wikidata |
|        | Can Mateu                 | Vilobí d'Onyar | masia            |                                                                     | 41° 53′ 18″ N, 2° 45′ 55″ E / 41.88833715793584°N,2.765212655067444°E                                                                      |                                                      | Can Mateu (Vilobí d'Onyar)    | Modifica les dades a Wikidata |
|        | Can Menut                 | Vilobí d'Onyar | masia            |                                                                     | 41° 54′ 41″ N, 2° 42′ 55″ E / 41.91140360000491°N,2.715146541595459°E                                                                      |                                                      |                               | Modifica les dades a Wikidata |
|        | Can Millan                | Vilobí d'Onyar | masia            |                                                                     | 41° 52′ 42″ N, 2° 42′ 25″ E / 41.878301°N,2.706928°E                                                                                       |                                                      |                               | Modifica les dades a Wikidata |
|        | Can Mollera               | Vilobí d'Onyar | masia            |                                                                     | 41° 54′ 46″ N, 2° 45′ 14″ E / 41.9127019168346°N,2.75378251741757°E                                                                        |                                                      |                               | Modifica les dades a Wikidata |
|        | Can Moragues              | Vilobí d'Onyar | masia            |                                                                     | 41° 53′ 47″ N, 2° 43′ 18″ E / 41.8964793961657°N,2.721681585576°E                                                                          |                                                      |                               | Modifica les dades a Wikidata |
|        | Can Morell                | Vilobí d'Onyar | masia            |                                                                     | 41° 52′ 50″ N, 2° 43′ 13″ E / 41.8805611552345°N,2.72037671986893°E                                                                        |                                                      |                               | Modifica les dades a Wikidata |
|        | Can Mutxo                 | Vilobí d'Onyar | masia            |                                                                     | 41° 51′ 55″ N, 2° 42′ 22″ E / 41.8652682768671°N,2.70624926168555°E                                                                        |                                                      |                               | Modifica les dades a Wikidata |
|        | Can Nin                   | Vilobí d'Onyar | masia            |                                                                     | 41° 54′ 05″ N, 2° 44′ 52″ E / 41.901268434055°N,2.7478586787718°E 134 msnm                                                                 |                                                      |                               | Modifica les dades a Wikidata |
|        | Can Noguer i Bataller     | Vilobí d'Onyar | masia            | Estil: arquitectura popular                                         | 41° 53′ 18″ N, 2° 44′ 19″ E / 41.8883°N,2.73867°E                                                                                          | bé integrant del patrimoni cultural català           | Can Noguer i Bataller         | Modifica les dades a Wikidata |
|        | Can Pagot                 | Vilobí d'Onyar | masia            |                                                                     | 41° 54′ 46″ N, 2° 43′ 05″ E / 41.9128628430279°N,2.7180170582442°E 158 msnm                                                                |                                                      |                               | Modifica les dades a Wikidata |
|        | Can Palau                 | Vilobí d'Onyar | masia            | Estil: arquitectura popular                                         | 41° 52′ 11″ N, 2° 45′ 51″ E / 41.8696°N,2.76419°E                                                                                          | bé integrant del patrimoni cultural català           |                               | Modifica les dades a Wikidata |
|        | Can Palaí                 | Vilobí d'Onyar | masia            |                                                                     | 41° 54′ 03″ N, 2° 45′ 05″ E / 41.9006997044486°N,2.75139332028065°E 122 msnm                                                               |                                                      |                               | Modifica les dades a Wikidata |
|        | Can Pardàs                | Vilobí d'Onyar | masia            |                                                                     | 41° 54′ 05″ N, 2° 43′ 10″ E / 41.9012743737978°N,2.71935805098569°E 152 msnm                                                               |                                                      |                               | Modifica les dades a Wikidata |
|        | Can Passavetes            | Vilobí d'Onyar | masia            |                                                                     | 41° 54′ 02″ N, 2° 44′ 37″ E / 41.9006556674718°N,2.74365355300391°E 134 msnm                                                               |                                                      |                               | Modifica les dades a Wikidata |
|        | Can Pastells              | Vilobí d'Onyar | masia            |                                                                     | 41° 54′ 16″ N, 2° 44′ 31″ E / 41.90435318827693°N,2.7419579029083256°E                                                                     |                                                      |                               | Modifica les dades a Wikidata |
|        | Can Patllari              | Vilobí d'Onyar | masia            | Estil: arquitectura popular 18th century                            | 41° 53′ 42″ N, 2° 43′ 50″ E / 41.895°N,2.73068°E ca:C. de l'Església, Sant Dalmai 127 msnm                                                 | bé integrant del patrimoni cultural català           | Can Patllari (Vilobí d'Onyar) | Modifica les dades a Wikidata |
|        | Can Patxac                | Vilobí d'Onyar | masia            |                                                                     | 41° 52′ 18″ N, 2° 45′ 55″ E / 41.8717717189513°N,2.76517076785343°E                                                                        |                                                      |                               | Modifica les dades a Wikidata |
|        | Can Pere Màrtir           | Vilobí d'Onyar | masia            |                                                                     | 41° 54′ 27″ N, 2° 44′ 30″ E / 41.9075775997396°N,2.74173287049204°E 145 msnm                                                               |                                                      |                               | Modifica les dades a Wikidata |
|        | Can Pere Xic              | Vilobí d'Onyar | masia            |                                                                     | 41° 52′ 01″ N, 2° 42′ 27″ E / 41.8670822021788°N,2.70763871917963°E                                                                        |                                                      |                               | Modifica les dades a Wikidata |
|        | Can Peremau               | Vilobí d'Onyar | masia            |                                                                     | 41° 52′ 33″ N, 2° 43′ 02″ E / 41.8758876602419°N,2.71713118471687°E                                                                        |                                                      |                               | Modifica les dades a Wikidata |
|        | Can Peric                 | Vilobí d'Onyar | masia            |                                                                     | 41° 53′ 01″ N, 2° 42′ 49″ E / 41.8835806896986°N,2.7136552333831787°E                                                                      |                                                      |                               | Modifica les dades a Wikidata |
|        | Can Picó                  | Vilobí d'Onyar | masia            |                                                                     | 41° 52′ 32″ N, 2° 42′ 44″ E / 41.87553662032928°N,2.7120995521545415°E                                                                     |                                                      |                               | Modifica les dades a Wikidata |
|        | Can Pigem                 | Vilobí d'Onyar | masia            |                                                                     | 41° 53′ 11″ N, 2° 44′ 17″ E / 41.88647614704361°N,2.7379667758941655°E                                                                     |                                                      |                               | Modifica les dades a Wikidata |
|        | Can Pirrot                | Vilobí d'Onyar | masia            |                                                                     | 41° 55′ 12″ N, 2° 45′ 20″ E / 41.92006583697779°N,2.755637168884278°E                                                                      |                                                      |                               | Modifica les dades a Wikidata |
|        | Can Planella Serra        | Vilobí d'Onyar | masia            |                                                                     | 41° 54′ 00″ N, 2° 43′ 57″ E / 41.9000539983596°N,2.73258867606237°E 125 msnm                                                               |                                                      |                               | Modifica les dades a Wikidata |
|        | Can Planes                | Vilobí d'Onyar | masia            |                                                                     | 41° 54′ 45″ N, 2° 43′ 29″ E / 41.9125641074191°N,2.72481920704879°E 142 msnm                                                               |                                                      |                               | Modifica les dades a Wikidata |
|        | Can Ploma                 | Vilobí d'Onyar | masia            |                                                                     | 41° 52′ 21″ N, 2° 44′ 10″ E / 41.872384007914°N,2.73605412135815°E                                                                         |                                                      |                               | Modifica les dades a Wikidata |
|        | Can Poncet                | Vilobí d'Onyar | masia            |                                                                     | 41° 53′ 03″ N, 2° 42′ 28″ E / 41.8841684902444°N,2.70775368479729°E                                                                        |                                                      |                               | Modifica les dades a Wikidata |
|        | Can Ponç                  | Vilobí d'Onyar | masia            |                                                                     | 41° 54′ 57″ N, 2° 43′ 59″ E / 41.915969°N,2.733085°E 164 msnm                                                                              |                                                      |                               | Modifica les dades a Wikidata |
|        | Can Puig                  | Vilobí d'Onyar | masia            |                                                                     | 41° 55′ 14″ N, 2° 43′ 46″ E / 41.9206898895508°N,2.72930670278097°E                                                                        |                                                      |                               | Modifica les dades a Wikidata |
|        | Can Pujol                 | Vilobí d'Onyar | masia            | Estil: arquitectura popular                                         | 41° 54′ 17″ N, 2° 43′ 02″ E / 41.9048°N,2.71724°E                                                                                          | bé integrant del patrimoni cultural català           |                               | Modifica les dades a Wikidata |
|        | Can Pujólic               | Vilobí d'Onyar | masia            |                                                                     | 41° 54′ 29″ N, 2° 42′ 51″ E / 41.90798628363229°N,2.71413803100586°E                                                                       |                                                      |                               | Modifica les dades a Wikidata |
|        | Can Purac                 | Vilobí d'Onyar | masia            |                                                                     | 41° 54′ 29″ N, 2° 45′ 34″ E / 41.9079763890872°N,2.75946763373337°E 136 msnm                                                               |                                                      |                               | Modifica les dades a Wikidata |
|        | Can Pèlach Vell           | Vilobí d'Onyar | masia            | Estil: arquitectura popular 15th century                            | 41° 55′ 16″ N, 2° 42′ 25″ E / 41.9212°N,2.70684°E ca:Estanyol 154 msnm                                                                     | bé integrant del patrimoni cultural català           |                               | Modifica les dades a Wikidata |
|        | Can Pèlec                 | Vilobí d'Onyar | masia            | Estil: arquitectura popular historicisme arquitectònic 18th century | 41° 55′ 16″ N, 2° 42′ 26″ E / 41.9212°N,2.70732°E ca:Sant Dalmai 154 msnm                                                                  | bé integrant del patrimoni cultural català           | Can Pèlec                     | Modifica les dades a Wikidata |
|        | Can Querol                | Vilobí d'Onyar | masia            |                                                                     | 41° 54′ 49″ N, 2° 44′ 38″ E / 41.9135086658685°N,2.7437830058463°E 148 msnm                                                                |                                                      |                               | Modifica les dades a Wikidata |
|        | Can Querol Nou            | Vilobí d'Onyar | masia            |                                                                     | 41° 54′ 50″ N, 2° 44′ 42″ E / 41.913952946778°N,2.74510766180394°E                                                                         |                                                      |                               | Modifica les dades a Wikidata |
|        | Can Ramon                 | Vilobí d'Onyar | masia            |                                                                     | 41° 53′ 02″ N, 2° 44′ 07″ E / 41.883920163901735°N,2.7352577447891235°E                                                                    |                                                      |                               | Modifica les dades a Wikidata |
|        | Can Raset                 | Vilobí d'Onyar | masia            |                                                                     | 41° 52′ 57″ N, 2° 43′ 53″ E / 41.882446433397895°N,2.7314543724060063°E 41° 52′ 57″ N, 2° 43′ 53″ E / 41.882469915933°N,2.73140853999102°E |                                                      |                               | Modifica les dades a Wikidata |
|        | Can Rata                  | Vilobí d'Onyar | masia            |                                                                     | 41° 54′ 52″ N, 2° 44′ 35″ E / 41.9144796932632°N,2.74301943178736°E 158 msnm                                                               |                                                      |                               | Modifica les dades a Wikidata |
|        | Can Rata Nou              | Vilobí d'Onyar | masia            |                                                                     | 41° 54′ 48″ N, 2° 44′ 38″ E / 41.913415579218835°N,2.743974924087525°E                                                                     |                                                      |                               | Modifica les dades a Wikidata |
|        | Can Ratoliu               | Vilobí d'Onyar | masia            |                                                                     | 41° 53′ 30″ N, 2° 42′ 45″ E / 41.8915568681826°N,2.71242117199361°E                                                                        |                                                      |                               | Modifica les dades a Wikidata |
|        | Can Recasens              | Vilobí d'Onyar | masia            |                                                                     | 41° 53′ 09″ N, 2° 44′ 14″ E / 41.88588907871167°N,2.7372372150421147°E                                                                     |                                                      |                               | Modifica les dades a Wikidata |
|        | Can Rei                   | Vilobí d'Onyar | masia            |                                                                     | 41° 52′ 55″ N, 2° 43′ 52″ E / 41.88206301826392°N,2.731078863143921°E                                                                      |                                                      |                               | Modifica les dades a Wikidata |
|        | Can Ribes de Coguls       | Vilobí d'Onyar | masia            |                                                                     | 41° 52′ 25″ N, 2° 42′ 27″ E / 41.8737112346639°N,2.70763261348331°E                                                                        |                                                      |                               | Modifica les dades a Wikidata |
|        | Can Rigau                 | Vilobí d'Onyar | masia            |                                                                     | 41° 54′ 36″ N, 2° 45′ 02″ E / 41.9099028061282°N,2.75053769003577°E                                                                        |                                                      |                               | Modifica les dades a Wikidata |
|        | Can Riquer                | Vilobí d'Onyar | masia            | Estil: arquitectura popular                                         | 41° 53′ 00″ N, 2° 45′ 37″ E / 41.8833°N,2.76019°E ca:Carretera GIV-5341, km 2                                                              | bé integrant del patrimoni cultural català           |                               | Modifica les dades a Wikidata |
|        | Can Roca                  | Vilobí d'Onyar | masia            |                                                                     | 41° 53′ 03″ N, 2° 43′ 41″ E / 41.8841820060358°N,2.72791808754301°E 145 msnm                                                               |                                                      |                               | Modifica les dades a Wikidata |
|        | Can Rodó                  | Vilobí d'Onyar | masia            | Estil: arquitectura popular                                         | 41° 53′ 22″ N, 2° 44′ 00″ E / 41.8895°N,2.73345°E                                                                                          | bé integrant del patrimoni cultural català           |                               | Modifica les dades a Wikidata |
|        | Can Rossinyol             | Vilobí d'Onyar | masia            |                                                                     | 41° 54′ 06″ N, 2° 43′ 25″ E / 41.901622242038904°N,2.7234828472137456°E                                                                    |                                                      |                               | Modifica les dades a Wikidata |
|        | Can Roure                 | Vilobí d'Onyar | masia            | Estil: arquitectura popular                                         | 41° 53′ 21″ N, 2° 43′ 43″ E / 41.8892°N,2.72858°E ca:Veïnat de la Sarreda                                                                  | bé integrant del patrimoni cultural català           |                               | Modifica les dades a Wikidata |
|        | Can Rovira                | Vilobí d'Onyar | masia            | Estil: arquitectura popular                                         | 41° 54′ 32″ N, 2° 43′ 34″ E / 41.9089°N,2.72603°E                                                                                          | bé cultural d'interès local                          |                               | Modifica les dades a Wikidata |
|        | Can Ruscada de Pagès      | Vilobí d'Onyar | masia            |                                                                     | 41° 52′ 19″ N, 2° 44′ 18″ E / 41.8720376533508°N,2.73820055270939°E                                                                        |                                                      |                               | Modifica les dades a Wikidata |
|        | Can Sabater de la Brugera | Vilobí d'Onyar | masia            |                                                                     | 41° 53′ 49″ N, 2° 44′ 57″ E / 41.8969389645598°N,2.74914151350647°E                                                                        |                                                      |                               | Modifica les dades a Wikidata |
|        | Can Sabenc                | Vilobí d'Onyar | masia            |                                                                     | 41° 54′ 17″ N, 2° 45′ 01″ E / 41.9046332674503°N,2.7502808990804°E 125 msnm                                                                |                                                      |                               | Modifica les dades a Wikidata |
|        | Can Sagrera               | Vilobí d'Onyar | masia            | Estil: arquitectura popular                                         | 41° 54′ 54″ N, 2° 44′ 14″ E / 41.915°N,2.73726°E                                                                                           | bé integrant del patrimoni cultural català           |                               | Modifica les dades a Wikidata |
|        | Can Salamanya             | Vilobí d'Onyar | masia            | Estil: arquitectura popular                                         | 41° 53′ 51″ N, 2° 44′ 20″ E / 41.8974°N,2.73898°E 124 msnm                                                                                 | bé integrant del patrimoni cultural català           | Can Salamanya de Salitja      | Modifica les dades a Wikidata |
|        | Can Salavedra             | Vilobí d'Onyar | masia            |                                                                     | 41° 53′ 59″ N, 2° 44′ 44″ E / 41.8997950701415°N,2.74547742317585°E                                                                        |                                                      |                               | Modifica les dades a Wikidata |
|        | Can Salló Nou             | Vilobí d'Onyar | masia            |                                                                     | 41° 54′ 41″ N, 2° 43′ 23″ E / 41.91127585315175°N,2.7231287956237793°E                                                                     |                                                      |                               | Modifica les dades a Wikidata |
|        | Can Salvà                 | Vilobí d'Onyar | masia            |                                                                     | 41° 52′ 53″ N, 2° 44′ 29″ E / 41.8814212613878°N,2.74150075763734°E 118 msnm                                                               |                                                      |                               | Modifica les dades a Wikidata |
|        | Can Sastre                | Vilobí d'Onyar | masia            |                                                                     | 41° 54′ 48″ N, 2° 43′ 49″ E / 41.91331977212294°N,2.730188369750977°E                                                                      |                                                      |                               | Modifica les dades a Wikidata |
|        | Can Saus                  | Vilobí d'Onyar | masia            | Estil: arquitectura popular                                         | 41° 54′ 38″ N, 2° 44′ 40″ E / 41.9106°N,2.74445°E ca:Carrer Sant Dalmai, 32                                                                | bé integrant del patrimoni cultural català           | Can Saus (Vilobí d'Onyar)     | Modifica les dades a Wikidata |
|        | Can Segimon               | Vilobí d'Onyar | masia            |                                                                     | 41° 55′ 02″ N, 2° 44′ 05″ E / 41.91726371200651°N,2.734833955764771°E                                                                      |                                                      |                               | Modifica les dades a Wikidata |
|        | Can Selva                 | Vilobí d'Onyar | masia            | Estat: ruïnós                                                       | 41° 52′ 31″ N, 2° 42′ 34″ E / 41.8751476817905°N,2.70934938560415°E 144 msnm                                                               |                                                      |                               | Modifica les dades a Wikidata |
|        | Can Serra                 | Vilobí d'Onyar | masia            | Estil: arquitectura popular                                         | 41° 52′ 54″ N, 2° 45′ 53″ E / 41.8817°N,2.76476°E                                                                                          | bé integrant del patrimoni cultural català           |                               | Modifica les dades a Wikidata |
|        | Can Serrallonga           | Vilobí d'Onyar | masia            |                                                                     | 41° 53′ 00″ N, 2° 41′ 56″ E / 41.883444899512305°N,2.6988601684570317°E                                                                    |                                                      |                               | Modifica les dades a Wikidata |
|        | Can Simon                 | Vilobí d'Onyar | masia            |                                                                     | 41° 54′ 45″ N, 2° 43′ 23″ E / 41.9124879668908°N,2.72311932758199°E                                                                        |                                                      |                               | Modifica les dades a Wikidata |
|        | Can Soler                 | Vilobí d'Onyar | masia            |                                                                     | 41° 54′ 31″ N, 2° 42′ 57″ E / 41.90854520302896°N,2.7158010005950928°E                                                                     |                                                      |                               | Modifica les dades a Wikidata |
|        | Can Solà                  | Vilobí d'Onyar | masia            |                                                                     | 41° 54′ 00″ N, 2° 42′ 54″ E / 41.9001287196256°N,2.71497472850201°E                                                                        |                                                      |                               | Modifica les dades a Wikidata |
|        | Can Sunyer                | Vilobí d'Onyar | masia            |                                                                     | 41° 52′ 01″ N, 2° 45′ 58″ E / 41.8668921485894°N,2.76622489398963°E                                                                        |                                                      |                               | Modifica les dades a Wikidata |
|        | Can Tarrer                | Vilobí d'Onyar | masia            |                                                                     | 41° 55′ 12″ N, 2° 44′ 40″ E / 41.920081°N,2.744465°E 176 msnm                                                                              |                                                      |                               | Modifica les dades a Wikidata |
|        | Can Tarré Nou             | Vilobí d'Onyar | masia            |                                                                     | 41° 53′ 36″ N, 2° 44′ 03″ E / 41.8932575814794°N,2.7341961772494°E 122 msnm                                                                |                                                      |                               | Modifica les dades a Wikidata |
|        | Can Terrers               | Vilobí d'Onyar | masia            |                                                                     | 41° 52′ 09″ N, 2° 44′ 10″ E / 41.869300518116°N,2.7361865145749°E 150 msnm                                                                 |                                                      |                               | Modifica les dades a Wikidata |
|        | Can Terrides              | Vilobí d'Onyar | masia            |                                                                     | 41° 55′ 01″ N, 2° 45′ 01″ E / 41.9170628589642°N,2.75037715816363°E                                                                        |                                                      |                               | Modifica les dades a Wikidata |
|        | Can Tiranius              | Vilobí d'Onyar | masia            |                                                                     | 41° 54′ 41″ N, 2° 44′ 35″ E / 41.9113451948475°N,2.74295965659145°E 152 msnm                                                               |                                                      |                               | Modifica les dades a Wikidata |
|        | Can Tomàs                 | Vilobí d'Onyar | masia            |                                                                     | 41° 52′ 59″ N, 2° 42′ 51″ E / 41.88302155178507°N,2.7141273021698°E                                                                        |                                                      |                               | Modifica les dades a Wikidata |
|        | Can Toni                  | Vilobí d'Onyar | masia            | Estil: arquitectura popular 18th century                            | 41° 54′ 28″ N, 2° 44′ 04″ E / 41.9077°N,2.73441°E ca:Sant Dalmai 134 msnm                                                                  | bé integrant del patrimoni cultural català           | Can Toni de Sant Dalmai       | Modifica les dades a Wikidata |
|        | Can Tries                 | Vilobí d'Onyar | masia            | Estil: arquitectura popular 17th century                            | 41° 54′ 47″ N, 2° 44′ 26″ E / 41.9131°N,2.74047°E ca:Als afores del nucli de Sant Dalmai, Vilobí d'Onyar 159 msnm                          | bé integrant del patrimoni cultural català           | Can Tries (Vilobí d'Onyar)    | Modifica les dades a Wikidata |
|        | Can Turon Gros            | Vilobí d'Onyar | masia            |                                                                     | 41° 55′ 04″ N, 2° 43′ 11″ E / 41.9176767268198°N,2.71975650766486°E 151 msnm                                                               |                                                      |                               | Modifica les dades a Wikidata |
|        | Can Turon Petit           | Vilobí d'Onyar | masia            |                                                                     | 41° 54′ 51″ N, 2° 42′ 59″ E / 41.9142098380689°N,2.71638322837854°E 168 msnm                                                               |                                                      |                               | Modifica les dades a Wikidata |
|        | Can Tuta                  | Vilobí d'Onyar | masia            |                                                                     | 41° 54′ 19″ N, 2° 44′ 31″ E / 41.9051464348012°N,2.74203203245663°E 136 msnm                                                               |                                                      |                               | Modifica les dades a Wikidata |
|        | Can Valent                | Vilobí d'Onyar | masia            |                                                                     | 41° 54′ 49″ N, 2° 43′ 07″ E / 41.9137469485683°N,2.71860403030544°E 159 msnm                                                               |                                                      |                               | Modifica les dades a Wikidata |
|        | Can Valls                 | Vilobí d'Onyar | masia            | Estil: arquitectura popular 17th century                            | 41° 54′ 02″ N, 2° 44′ 07″ E / 41.9005°N,2.73514°E ca:Als afores del nucli de Salitja, Vilobí d'Onyar 127 msnm                              | bé integrant del patrimoni cultural català           | Can Valls de Salitja          | Modifica les dades a Wikidata |
|        | Can Vendrell              | Vilobí d'Onyar | masia            |                                                                     | 41° 54′ 49″ N, 2° 43′ 54″ E / 41.9136231607666°N,2.7316904067993164°E                                                                      |                                                      |                               | Modifica les dades a Wikidata |
|        | Can Viader                | Vilobí d'Onyar | masia            |                                                                     | 41° 52′ 35″ N, 2° 43′ 06″ E / 41.8763950299132°N,2.71834614028777°E                                                                        |                                                      |                               | Modifica les dades a Wikidata |
|        | Can Vidal                 | Vilobí d'Onyar | masia            | Estil: arquitectura popular                                         | 41° 53′ 19″ N, 2° 44′ 22″ E / 41.8886°N,2.73945°E                                                                                          | bé integrant del patrimoni cultural català           | Can Vidal (Vilobí d'Onyar)    | Modifica les dades a Wikidata |
|        | Can Vinyets               | Vilobí d'Onyar | masia            |                                                                     | 41° 53′ 09″ N, 2° 44′ 12″ E / 41.885929015503905°N,2.736727595329285°E                                                                     |                                                      |                               | Modifica les dades a Wikidata |
|        | Can Violant               | Vilobí d'Onyar | masia            |                                                                     | 41° 52′ 08″ N, 2° 44′ 16″ E / 41.8687671209576°N,2.73774394770555°E                                                                        |                                                      |                               | Modifica les dades a Wikidata |
|        | Can Vista Prima           | Vilobí d'Onyar | masia            |                                                                     | 41° 51′ 56″ N, 2° 42′ 52″ E / 41.865487029741°N,2.71441772970354°E                                                                         |                                                      |                               | Modifica les dades a Wikidata |
|        | Can Vivoles               | Vilobí d'Onyar | masia            |                                                                     | 41° 53′ 06″ N, 2° 44′ 16″ E / 41.8849146132454°N,2.737897038459778°E                                                                       |                                                      |                               | Modifica les dades a Wikidata |
|        | Can Vivoles del Bosc      | Vilobí d'Onyar | masia            |                                                                     | 41° 51′ 57″ N, 2° 43′ 06″ E / 41.8659202548811°N,2.71842826756173°E                                                                        |                                                      |                               | Modifica les dades a Wikidata |
|        | Can Xargall               | Vilobí d'Onyar | masia            |                                                                     | 41° 54′ 55″ N, 2° 44′ 15″ E / 41.9151697792049°N,2.73751789234685°E 160 msnm                                                               |                                                      |                               | Modifica les dades a Wikidata |
|        | Can Xela                  | Vilobí d'Onyar | masia            |                                                                     | 41° 54′ 59″ N, 2° 43′ 58″ E / 41.91636585911°N,2.7328220663295°E 167 msnm                                                                  |                                                      |                               | Modifica les dades a Wikidata |
|        | Can Xifra                 | Vilobí d'Onyar | masia            | Estil: arquitectura popular 17th century                            | 41° 54′ 19″ N, 2° 44′ 02″ E / 41.9053°N,2.73393°E ca:Als afores de Sant Dalmai, Vilobí d'Onyar 131 msnm                                    | bé integrant del patrimoni cultural català           | Can Xifra de Sant Dalmai      | Modifica les dades a Wikidata |
|        | Casa Nova d'Onyar         | Vilobí d'Onyar | masia            |                                                                     | 41° 53′ 35″ N, 2° 44′ 27″ E / 41.893142°N,2.740944°E 120 msnm                                                                              |                                                      |                               | Modifica les dades a Wikidata |
|        | Casa Nova d'en Borra      | Vilobí d'Onyar | masia            |                                                                     | 41° 55′ 01″ N, 2° 42′ 38″ E / 41.91685655540548°N,2.710586786270142°E                                                                      |                                                      |                               | Modifica les dades a Wikidata |
|        | Casa Nova d'en Roure      | Vilobí d'Onyar | masia            |                                                                     | 41° 54′ 24″ N, 2° 42′ 55″ E / 41.90654105507873°N,2.715253829956055°E                                                                      |                                                      |                               | Modifica les dades a Wikidata |
|        | Casa Nova de Boades       | Vilobí d'Onyar | masia            |                                                                     | 41° 54′ 22″ N, 2° 45′ 30″ E / 41.9061365850387°N,2.75831706663062°E 130 msnm                                                               |                                                      |                               | Modifica les dades a Wikidata |
|        | Casa Nova de Recasens     | Vilobí d'Onyar | masia            |                                                                     | 41° 53′ 12″ N, 2° 44′ 18″ E / 41.8866470906899°N,2.73834582329039°E 128 msnm                                                               |                                                      |                               | Modifica les dades a Wikidata |
|        | Casota                    | Vilobí d'Onyar | masia            |                                                                     | 41° 54′ 41″ N, 2° 44′ 52″ E / 41.9113109885772°N,2.74784327691566°E                                                                        |                                                      |                               | Modifica les dades a Wikidata |
|        | Casota Nova               | Vilobí d'Onyar | masia            |                                                                     | 41° 54′ 39″ N, 2° 44′ 50″ E / 41.9109405202831°N,2.74730212883607°E 132 msnm                                                               |                                                      |                               | Modifica les dades a Wikidata |
|        | Cerceneda                 | Vilobí d'Onyar | masia            |                                                                     | 41° 53′ 49″ N, 2° 46′ 13″ E / 41.8968572820937°N,2.77037115505173°E                                                                        |                                                      |                               | Modifica les dades a Wikidata |
|        | La Gramera                | Vilobí d'Onyar | masia            |                                                                     | 41° 54′ 09″ N, 2° 45′ 02″ E / 41.90257249681664°N,2.75058388710022°E                                                                       |                                                      |                               | Modifica les dades a Wikidata |
|        | La Roureda                | Vilobí d'Onyar | masia            |                                                                     | 41° 54′ 12″ N, 2° 44′ 34″ E / 41.90340296000016°N,2.7427303791046147°E                                                                     |                                                      |                               | Modifica les dades a Wikidata |
|        | Mas Aloart                | Vilobí d'Onyar | masia            | Estil: arquitectura popular                                         | 41° 54′ 33″ N, 2° 44′ 51″ E / 41.9091°N,2.74755°E                                                                                          | bé integrant del patrimoni cultural català           | Mas Aloart                    | Modifica les dades a Wikidata |
|        | Mas Alrà                  | Vilobí d'Onyar | masia casa forta | Estil: arquitectura gòtica arquitectura popular 14th century        | 41° 52′ 44″ N, 2° 45′ 18″ E / 41.8789°N,2.75507°E ca:Al veïnat de Santa Margarida 112 msnm                                                 | bé d'interès cultural bé cultural d'interès nacional | Mas Oliver (Vilobí d'Onyar)   | Modifica les dades a Wikidata |
|        | Mas Begur                 | Vilobí d'Onyar | masia            |                                                                     | 41° 53′ 48″ N, 2° 44′ 51″ E / 41.8965928500773°N,2.74738280670391°E 130 msnm                                                               |                                                      |                               | Modifica les dades a Wikidata |
|        | Mas Boira                 | Vilobí d'Onyar | masia            |                                                                     | 41° 54′ 45″ N, 2° 45′ 13″ E / 41.9123862418525°N,2.75357874143031°E                                                                        |                                                      |                               | Modifica les dades a Wikidata |
|        | Mas Joher de les Fonts    | Vilobí d'Onyar | masia            |                                                                     | 41° 54′ 58″ N, 2° 44′ 50″ E / 41.916157996362095°N,2.7471023797988896°E                                                                    |                                                      |                               | Modifica les dades a Wikidata |
|        | Mas Riera                 | Vilobí d'Onyar | masia            |                                                                     | 41° 54′ 44″ N, 2° 45′ 10″ E / 41.9121143296223°N,2.75278395037141°E 142 msnm                                                               |                                                      |                               | Modifica les dades a Wikidata |
|        | Sarreda                   | Vilobí d'Onyar | masia            |                                                                     | 41° 53′ 09″ N, 2° 44′ 17″ E / 41.885889809047°N,2.73803552998637°E                                                                         |                                                      |                               | Modifica les dades a Wikidata |
|        | Torre d'en Picó           | Vilobí d'Onyar | masia            |                                                                     | 41° 52′ 35″ N, 2° 42′ 31″ E / 41.876399389253585°N,2.7087306976318364°E                                                                    |                                                      |                               | Modifica les dades a Wikidata |
|        | Vilabona                  | Vilobí d'Onyar | masia            |                                                                     | 41° 53′ 44″ N, 2° 46′ 09″ E / 41.8956029985641°N,2.76920631009922°E                                                                        |                                                      |                               | Modifica les dades a Wikidata |
|        | Vil·la Llogaia            | Vilobí d'Onyar | masia            |                                                                     | 41° 53′ 38″ N, 2° 44′ 28″ E / 41.89393983122648°N,2.7411639690399174°E                                                                     |                                                      |                               | Modifica les dades a Wikidata |
|        | Vil·la Montserrat         | Vilobí d'Onyar | masia            |                                                                     | 41° 53′ 38″ N, 2° 44′ 31″ E / 41.89393983122648°N,2.741947174072266°E                                                                      |                                                      |                               | Modifica les dades a Wikidata |
|        | can Gras                  | Vilobí d'Onyar | masia            | Estil: arquitectura popular 16th century                            | 41° 53′ 23″ N, 2° 45′ 57″ E / 41.8896°N,2.76572°E ca:Veïnat de l'Aeroport 121 msnm                                                         | bé integrant del patrimoni cultural català           | Can Gras (Vilobí d'Onyar)     | Modifica les dades a Wikidata |
|        | can Pascol                | Vilobí d'Onyar | masia            | Estil: arquitectura popular arquitectura gòtica 16th century        | 41° 53′ 34″ N, 2° 45′ 41″ E / 41.8928°N,2.76145°E ca:Veïnat de l'Aeroport 115 msnm                                                         | bé integrant del patrimoni cultural català           | Can Pascol (Vilobí d'Onyar)   | Modifica les dades a Wikidata |
|        | el Forn                   | Vilobí d'Onyar | masia            |                                                                     | 41° 53′ 27″ N, 2° 43′ 51″ E / 41.8908358290236°N,2.73079489848898°E                                                                        |                                                      |                               | Modifica les dades a Wikidata |
|        | la Casa Nova d'en Valls   | Vilobí d'Onyar | masia            |                                                                     | 41° 53′ 49″ N, 2° 43′ 57″ E / 41.8969467048439°N,2.73261369428051°E                                                                        |                                                      |                               | Modifica les dades a Wikidata |
|        | la Casa Petita            | Vilobí d'Onyar | masia            |                                                                     | 41° 54′ 55″ N, 2° 44′ 23″ E / 41.9153370049451°N,2.73976013280214°E                                                                        |                                                      |                               | Modifica les dades a Wikidata |
|        | la Comanova               | Vilobí d'Onyar | masia            |                                                                     | 41° 52′ 53″ N, 2° 43′ 31″ E / 41.8815098687522°N,2.72535021502941°E                                                                        |                                                      |                               | Modifica les dades a Wikidata |
|        | les Moreres               | Vilobí d'Onyar | masia            |                                                                     | 41° 53′ 10″ N, 2° 44′ 13″ E / 41.88621655967098°N,2.736893892288208°E                                                                      |                                                      |                               | Modifica les dades a Wikidata |

## molí d'aigua
| imatge | Nom               | Ubicat a       | instància de | Detalls | coordenades                                                             | Protecció | Commons (més fotos) | Dades a WD                    |
| ------ | ----------------- | -------------- | ------------ | ------- | ----------------------------------------------------------------------- | --------- | ------------------- | ----------------------------- |
|        | Molí de Baix      | Vilobí d'Onyar | molí d'aigua |         | 41° 53′ 58″ N, 2° 43′ 53″ E / 41.89931841440128°N,2.731298804283142°E   |           |                     | Modifica les dades a Wikidata |
|        | Molí de Baix      | Vilobí d'Onyar | molí d'aigua |         | 41° 53′ 59″ N, 2° 43′ 52″ E / 41.8995911644967°N,2.73109569075245°E     |           |                     | Modifica les dades a Wikidata |
|        | Molí de Dalt      | Vilobí d'Onyar | molí d'aigua |         | 41° 54′ 46″ N, 2° 43′ 44″ E / 41.912760894530635°N,2.7289116382598877°E |           |                     | Modifica les dades a Wikidata |
|        | Molí de les Fonts | Vilobí d'Onyar | molí d'aigua |         | 41° 54′ 59″ N, 2° 44′ 48″ E / 41.916297708782466°N,2.7466249465942387°E |           |                     | Modifica les dades a Wikidata |
|        | Molí de les Fonts | Vilobí d'Onyar | molí d'aigua |         | 41° 54′ 59″ N, 2° 44′ 47″ E / 41.9162707684049°N,2.74649727358663°E     |           |                     | Modifica les dades a Wikidata |
|        | el Molí           | Vilobí d'Onyar | molí d'aigua |         | 41° 54′ 46″ N, 2° 43′ 44″ E / 41.9127178522829°N,2.72887011725344°E     |           |                     | Modifica les dades a Wikidata |

## muntanya
| imatge | Nom                     | Ubicat a               | instància de          | Detalls | coordenades                                                                                    | Protecció | Commons (més fotos)                | Dades a WD                    |
| ------ | ----------------------- | ---------------------- | --------------------- | ------- | ---------------------------------------------------------------------------------------------- | --------- | ---------------------------------- | ----------------------------- |
|        | Turó de Sant Llop       | Vilobí d'Onyar         | muntanya              |         | 41° 55′ 11″ N, 2° 44′ 03″ E / 41.9198°N,2.73425°E 223 msnm                                     |           | Turó de Sant Llop (Vilobí d'Onyar) | Modifica les dades a Wikidata |
|        | la Crosa de Sant Dalmai | Vilobí d'Onyar Bescanó | muntanya volcà extint |         | 41° 55′ 27″ N, 2° 44′ 23″ E / 41.92418889°N,2.73965°E Zona Volcànica de la Garrotxa 155.5 msnm |           | Volcà de la Crosa                  | Modifica les dades a Wikidata |

## nucli de població
| imatge | Nom                      | Ubicat a                   | instància de                                           | Detalls | coordenades                                                               | Protecció | Commons (més fotos) | Dades a WD                    |
| ------ | ------------------------ | -------------------------- | ------------------------------------------------------ | ------- | ------------------------------------------------------------------------- | --------- | ------------------- | ----------------------------- |
|        | Cal Ferrer Pagès         | Vilobí d'Onyar             | nucli de població                                      |         | 41° 53′ 31″ N, 2° 45′ 02″ E / 41.891849532813°N,2.7505587967684°E         |           |                     | Modifica les dades a Wikidata |
|        | Can Bells                | Vilobí d'Onyar Sant Dalmai | nucli de població nucli d'entitat singular de població | 112 hab | 41° 53′ 50″ N, 2° 43′ 09″ E / 41.897181163779°N,2.719194508646°E 149 msnm |           |                     | Modifica les dades a Wikidata |
|        | la Carretera de Aeroport | Vilobí d'Onyar             | nucli de població nucli d'entitat singular de població | 68 hab  | 41° 53′ 39″ N, 2° 46′ 01″ E / 41.89419524°N,2.76707355°E 123 msnm         |           |                     | Modifica les dades a Wikidata |
|        | les Bòries               | Vilobí d'Onyar             | nucli de població                                      |         | 41° 54′ 30″ N, 2° 45′ 33″ E / 41.908444284377°N,2.75924884332509°E        |           |                     | Modifica les dades a Wikidata |

## plaça
| imatge | Nom                           | Ubicat a       | instància de | Detalls                     | coordenades                                                   | Protecció                                  | Commons (més fotos)          | Dades a WD                    |
| ------ | ----------------------------- | -------------- | ------------ | --------------------------- | ------------------------------------------------------------- | ------------------------------------------ | ---------------------------- | ----------------------------- |
|        | Plaça Nova de Vilobí d'Onyar  | Vilobí d'Onyar | plaça        |                             | 41° 53′ 17″ N, 2° 44′ 35″ E / 41.888002°N,2.742961°E 117 msnm |                                            | Plaça Nova de Vilobí d'Onyar | Modifica les dades a Wikidata |
|        | Plaça Vella de Vilobí d'Onyar | Vilobí d'Onyar | plaça        | Estil: arquitectura popular | 41° 53′ 19″ N, 2° 44′ 33″ E / 41.8885°N,2.74257°E             | bé integrant del patrimoni cultural català | Plaça Vella (Vilobí d'Onyar) | Modifica les dades a Wikidata |

## polígon industrial
| imatge | Nom                          | Ubicat a       | instància de       | Detalls | coordenades                                                         | Protecció | Commons (més fotos) | Dades a WD                    |
| ------ | ---------------------------- | -------------- | ------------------ | ------- | ------------------------------------------------------------------- | --------- | ------------------- | ----------------------------- |
|        | CIM La Selva                 | Vilobí d'Onyar | polígon industrial |         | 41° 54′ 02″ N, 2° 46′ 14″ E / 41.9004513136744°N,2.77052706244319°E |           |                     | Modifica les dades a Wikidata |
|        | Polígon industrial L'Empalme | Vilobí d'Onyar | polígon industrial |         | 41° 53′ 34″ N, 2° 43′ 51″ E / 41.8927273844071°N,2.7308472283966°E  |           |                     | Modifica les dades a Wikidata |

## rectoria
| imatge | Nom                        | Ubicat a       | instància de | Detalls                                  | coordenades                                                                                         | Protecció                                  | Commons (més fotos)                  | Dades a WD                    |
| ------ | -------------------------- | -------------- | ------------ | ---------------------------------------- | --------------------------------------------------------------------------------------------------- | ------------------------------------------ | ------------------------------------ | ----------------------------- |
|        | Rectoria de Salitja        | Vilobí d'Onyar | rectoria     | Estil: arquitectura popular              | 41° 54′ 30″ N, 2° 44′ 49″ E / 41.9082°N,2.74687°E ca:Salitja. Plaça de l'Església, 1                | bé integrant del patrimoni cultural català | Rectoria de Salitja (Vilobí d'Onyar) | Modifica les dades a Wikidata |
|        | Rectoria de Vilobí d'Onyar | Vilobí d'Onyar | rectoria     | Estil: arquitectura popular              | 41° 53′ 19″ N, 2° 44′ 33″ E / 41.8887°N,2.74252°E                                                   | bé integrant del patrimoni cultural català | Rectoria de Vilobí d'Onyar           | Modifica les dades a Wikidata |
|        | rectoria de Sant Dalmai    | Vilobí d'Onyar | rectoria     | Estil: arquitectura popular 17th century | 41° 54′ 55″ N, 2° 44′ 08″ E / 41.9154°N,2.73561°E ca:Carrer de l'Església, 35, Sant Dalmai 163 msnm | bé integrant del patrimoni cultural català | Rectoria de Sant Dalmai              | Modifica les dades a Wikidata |

## Misc
| imatge | Nom                              | Ubicat a               | instància de                                  | Detalls                                                                | coordenades                                                                                      | Protecció                                            | Commons (més fotos)        | Dades a WD                    |
| ------ | -------------------------------- | ---------------------- | --------------------------------------------- | ---------------------------------------------------------------------- | ------------------------------------------------------------------------------------------------ | ---------------------------------------------------- | -------------------------- | ----------------------------- |
|        | Aeroport de Girona - Costa Brava | Vilobí d'Onyar         | aeroport Ús: aviació civil aviació comercial  | Anomenat per: Costa Brava Girona                                       | 41° 53′ 53″ N, 2° 45′ 58″ E / 41.898077°N,2.766001°E 143 msnm                                    |                                                      | Girona-Costa Brava Airport | Modifica les dades a Wikidata |
|        | Ajuntament de Vilobí d'Onyar     | Vilobí d'Onyar         | casa consistorial                             |                                                                        | 41° 53′ 18″ N, 2° 44′ 34″ E / 41.888257287337154°N,2.7428698539733887°E                          |                                                      |                            | Modifica les dades a Wikidata |
|        | Can Terrer                       | Vilobí d'Onyar         | nucli d'entitat singular de població          | 421 hab                                                                | 41° 53′ 14″ N, 2° 42′ 35″ E / 41.88724987762°N,2.7095953330131°E 143 msnm                        |                                                      |                            | Modifica les dades a Wikidata |
|        | Castell de Vilobí d'Onyar        | Vilobí d'Onyar         | castell                                       | Estil: arquitectura romànica arquitectura del Renaixement 12nd century | 41° 53′ 21″ N, 2° 44′ 34″ E / 41.8892°N,2.74265°E ca:Carrer del Castell, Vilobí d'Onyar 118 msnm | bé d'interès cultural bé cultural d'interès nacional | Castell de Vilobí d'Onyar  | Modifica les dades a Wikidata |
|        | Font de Can Puig                 | Vilobí d'Onyar         | font                                          |                                                                        | 41° 54′ 54″ N, 2° 43′ 43″ E / 41.914972424371264°N,2.728493213653565°E                           |                                                      |                            | Modifica les dades a Wikidata |
|        | Fraternitat de Santa Clara       | Vilobí d'Onyar         | monestir                                      |                                                                        | 41° 53′ 00″ N, 2° 42′ 23″ E / 41.883389°N,2.706403°E                                             |                                                      |                            | Modifica les dades a Wikidata |
|        | Mirador de les Guilloteres       | Vilobí d'Onyar         | indret                                        |                                                                        | 41° 55′ 19″ N, 2° 43′ 56″ E / 41.921958°N,2.732162°E                                             |                                                      | Mirador de les Guilloteres | Modifica les dades a Wikidata |
|        | Pont de l'Onyar                  | Vilobí d'Onyar         | pont                                          |                                                                        | 41° 53′ 40″ N, 2° 44′ 02″ E / 41.8943920117636°N,2.73401065174327°E                              |                                                      |                            | Modifica les dades a Wikidata |
|        | Rescolosa d'en Borra             | Vilobí d'Onyar         | resclosa de desguàs                           |                                                                        | 41° 55′ 08″ N, 2° 43′ 03″ E / 41.91890029566749°N,2.717581987380982°E                            |                                                      |                            | Modifica les dades a Wikidata |
|        | Veïnat de la Sarreda             | Vilobí d'Onyar         | veïnat                                        |                                                                        | 41° 53′ 09″ N, 2° 44′ 17″ E / 41.88573731867354°N,2.738175988197327°E                            |                                                      |                            | Modifica les dades a Wikidata |
|        | Volcà de la Crosa                | Vilobí d'Onyar Bescanó | àrea protegida Pla d'Espais d'Interès Natural | 1992 Superfície: 201.49942ha                                           | 41° 55′ 27″ N, 2° 44′ 23″ E / 41.92418889°N,2.73965°E la Crosa de Sant Dalmai                    |                                                      | Volcà de la Crosa          | Modifica les dades a Wikidata |
|        | serra de Coguls                  | Vilobí d'Onyar         | serra                                         |                                                                        | 41° 52′ 14″ N, 2° 42′ 55″ E / 41.870589°N,2.715308°E                                             |                                                      |                            | Modifica les dades a Wikidata |